# شهرستان مرو
شهرستان مرو (به ترکمنی: Mary etraby، ماریٛ اطرابیٛ) یک شهرستان در ترکمنستان است که در استان مرو واقع شده‌است.

## تقسیمات اداری
شهرستان مرو شامل یک شهرک و شانزده شورای روستایی می‌باشد.
- شهرها (şäherler / شأهرلر)
  - هیچ
  - شهر مرو (Mary / ماریٛ) با وجود این‌که مستقل از تابعیت این شهرستان است، مقر مرکز اداری این شهرستان می‌باشد.

- شهرک‌ها (şäherçeler / شأهرچه‌لر)
  - پیشانی‌لی (Peşanaly / پشانالیٛ)

- شوراهای روستایی (oba geňeşlikleri / اوْبا گنگشلیکلری)
  - آبادانلیق (Abadanlyk / آبادانلیٛق)
    - آق‌قنغور (Akgoňur / آق‌قوْنگوُر)
    - قره‌تپه (Garadepe / قارادپه)

  - آق‌آلتین (Ak altyn / آق‌آلتیٛن)
    - قورامه (Gurama / قوُراما)

  - آق‌مراد حومدوف (Akmyrat Hümmedow adyndaky / آق‌میٛرات حوٚمّدوف آدیٛنداقیٛ)
    - خواجه‌یاپ (Hojaýap / حوْجایاپ)
    - قوشجه (Goşaja / قوْشاجا)

  - آقی‌بای (Akybaý / آقیٛ‌بای)
    - آقی‌بای (Akybaý / آقیٛ‌بای)

  - باباساری (Babasary / باباساریٛ)
    - باباساری (Babasary / باباساریٛ)

  - پیشانی‌لی (Peşanaly / پشانالیٛ)
    - جار (Jar / جار)

  - جمعیت (Jemgyýet / جمغیٛیت)
    - جمعیت (Jemgyýet / جمغیٛیت)
    - خان‌اوتامیش (Hanutamyş / حان‌اوُتامیٛش)
    - مجوهر (Müjewür / موٚجووٚر)

  - تازه‌گویچ (Täzegüýç / تأزه‌گوٚیچ)
    - آق‌اویلی (Aköýli / آق‌اؤیلی)
    - تازه‌اوبه (Täze oba / تأزه‌اوْبا)
    - سویون‌علی (Söýünaly / سؤیوٚن‌علی)

  - ترکمن‌یولی (Türkmen ýoly / توٚرکمن‌یوْلیٛ)
    - قجوق‌لار (Gojuklar / قوْجوُق‌لار)

  - ‌ دیار (Diýar / دییار)
    - قره‌اینجیک (Garainjik / قارااینجیک)
    - کلته‌لر (Kelteler / کلته‌لر)

  - روح‌بلند (Ruhubelent / روُح‌بلنت)
    - ملک‌سیچماز (Mülksyçmaz / موٚلک‌سیٛچماز)

  - عجب محمدووا (Ajap Mämmedowa adyndaky / عجب مأمّدووا آدیٛنداقیٛ)
    - عجب محمدووا (Ajap Mämmedowa adyndaky / عجب مأمّدووا آدیٛنداقیٛ)
    - قورت‌ذاکر (Gurtzäkir / قوُرت‌ذأکیر)
    - ییلاقره‌احمد (Ýaýlagaraahmet / یایلاقارااحمد)

  - عدالت (Adalat / عادالات)
    - آریق‌پرنگ (Arykperreň / آریٛق‌پرنگّ)

  - ‌ عشق‌آباد (Aşgabat / آشغابات)
    - ‌آته (Ata / آتا)
    - اگری‌گذر (Egrigüzer / اگری‌گوٚذر)
    - قوقی‌زرنگ (Gowkyzereň / قوْوقیٛ‌زرنگ)
    - ۸-ام مارس (8-nji Mart / ۸-نجی مارس)

  - قایقی‌سیز آتابایف (Gaýgysyz Atabaýew adyndaky / قایقیٛ‌سیٛز آتابایف آدیٛنداقیٛ)
    - دولت‌لی (Döwletli / دؤولت‌لی)

  - موکری لورسی (Mukry Lorsy adyndaky / موُکری لوْرسی آدیٛنداقیٛ)
    - موکری لورسی (Mukry Lorsy adyndaky / موُکری لوْرسی آدیٛنداقیٛ)